# Štadión Petržalka
Štadión Petržalka, nebo také Štadión za Starým mostom, je dnes již zaniklý fotbalový stadion, který se nacházel v bratislavské Petržalce. Maximální kapacita stadionu byla 7 100 diváků, z toho 5 600 bylo sedících. Své domácí zápasy zde odehrával bývalý ligový mistr FC Artmedia Petržalka. V roce 2008 se plánovalo zahájení bouracích prací, nakonec se stadion začal bourat až v září 2012.
Základy stadionu se datují až do roku 1900. Po demolici stadionu Červenej hviezdy, přezdívaného letiště kvůli velikosti samotného hřiště, se stal stadion za Starým mostom společné s areálem Iskry Petržalka jediným v petržalské městské části.
Po ukončení sezóny 2007/08 se klub FC Artmedia Petržalka přestěhoval na stadion Pasienky. Na místě starého stadionu se plánovala výstavba polyfunkčního objektu s obytnými prostory a Hotelem Hilton.

## Galerie

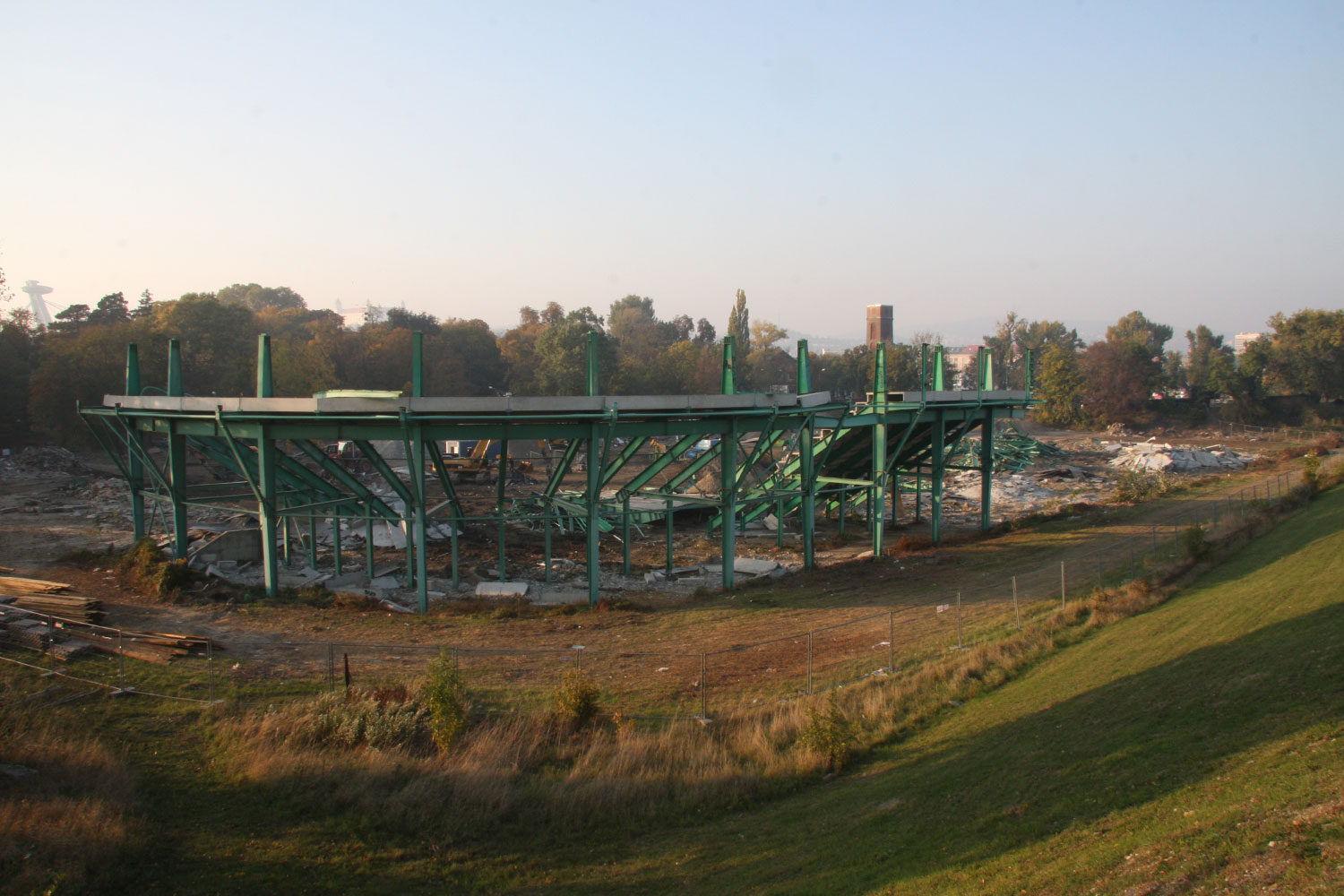
Bourání stadionu - 21. 10. 2012
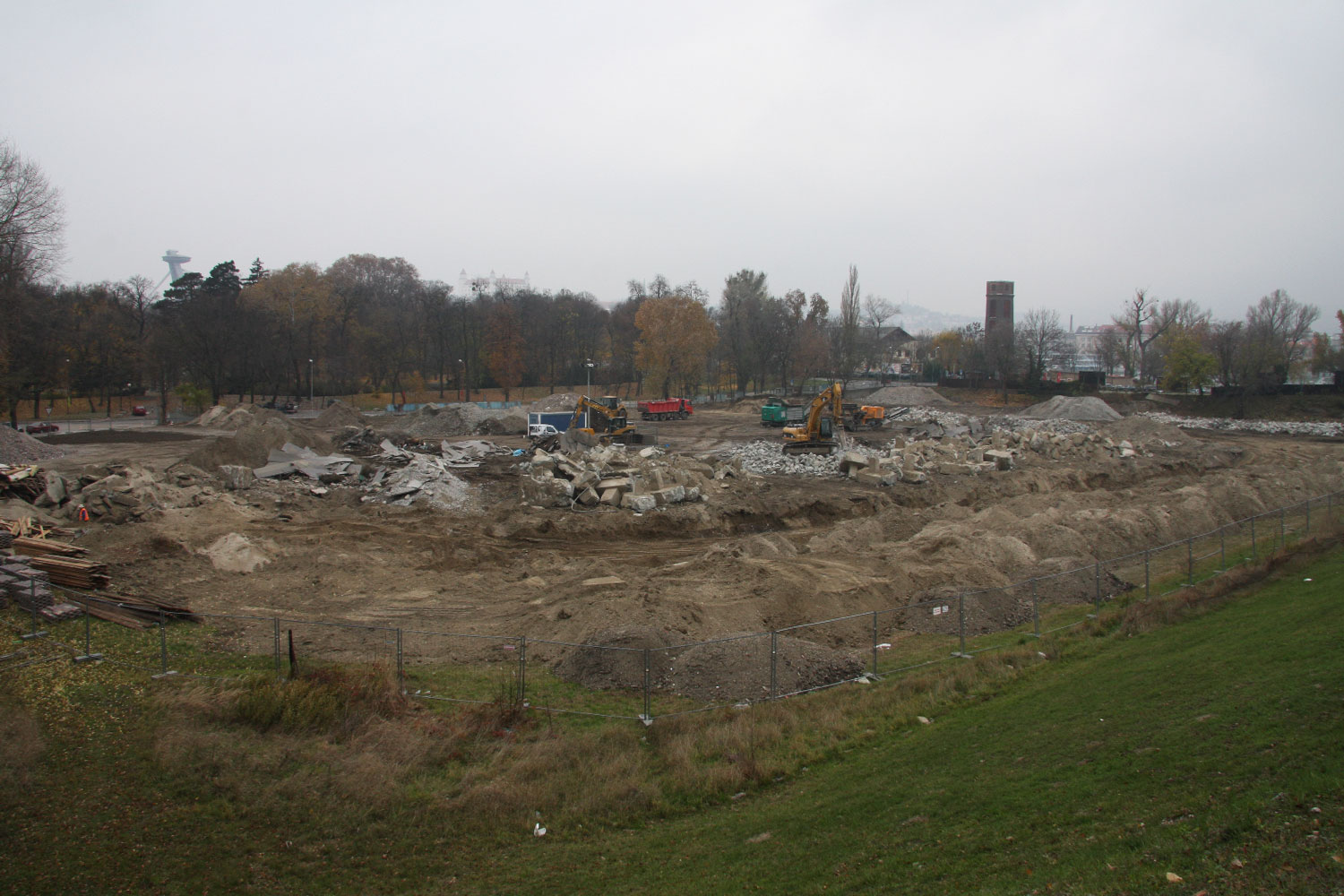
Bourání stadionu - 17. 11. 2012